# Saint-Maurice-aux-Forges
Saint-Maurice-aux-Forges ist eine französische Gemeinde im Département Meurthe-et-Moselle in der Verwaltungsregion Grand Est. Sie gehört zum Kanton Baccarat im Arrondissement Lunéville. Nachbargemeinden sind Neuviller-lès-Badonviller im Nordosten, Badonviller im Osten, Fenneviller im Südosten, Pexonne im Süden, Sainte-Pôle im Westen und Ancerviller im Nordwesten.

## Bevölkerungsentwicklung
| Jahr      | 1962 | 1968 | 1975 | 1982 | 1990 | 1999 | 2008 | 2019 |
| --------- | ---- | ---- | ---- | ---- | ---- | ---- | ---- | ---- |
| Einwohner | 104  | 93   | 71   | 74   | 72   | 68   | 87   | 98   |

## Sehenswürdigkeiten

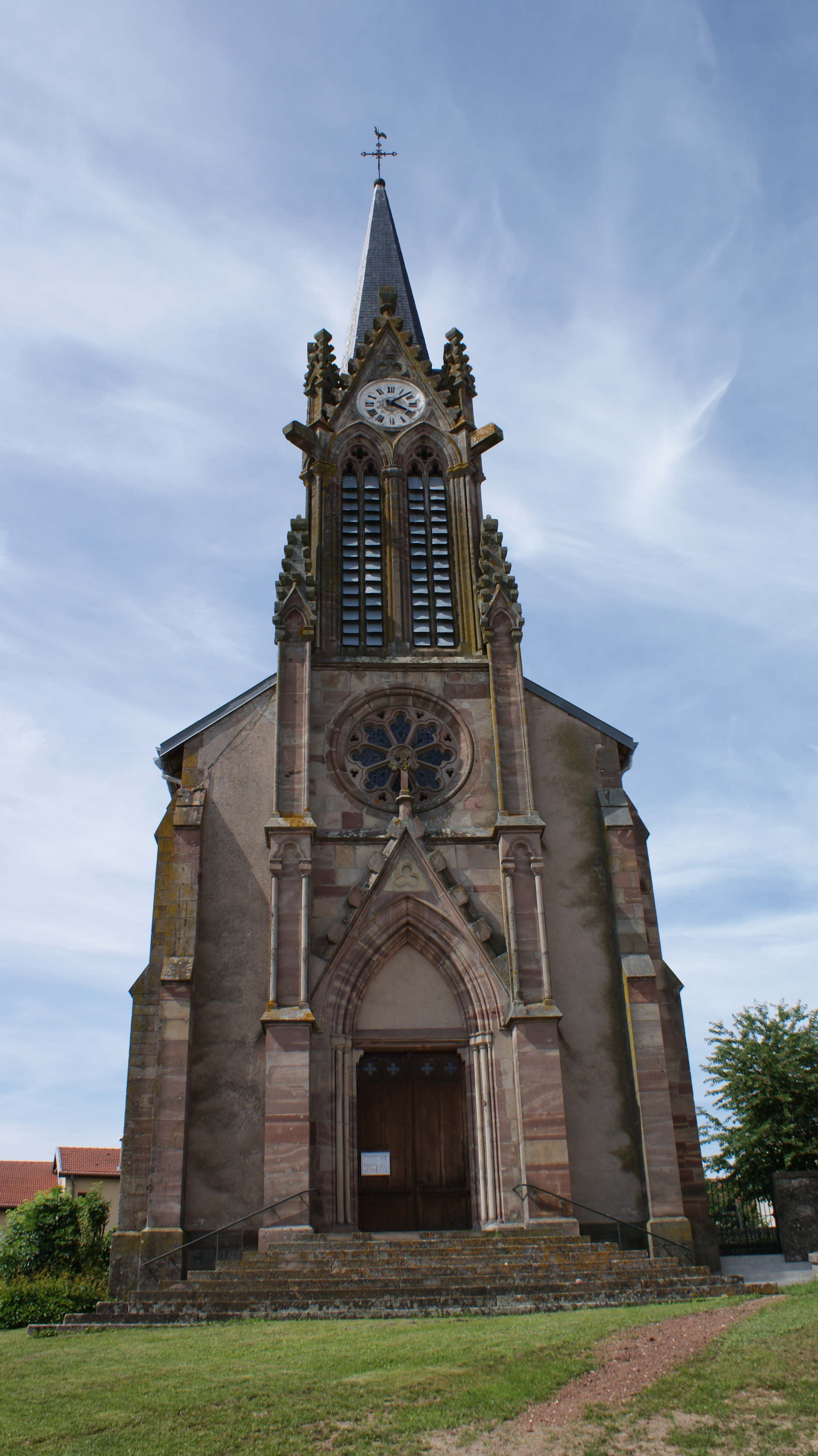
Kirche Saint-Maurice

- Kirche Saint-Maurice
- Wegkreuze